# Ceny Anděl 2019
Hudební ceny Anděl 2019 měly být vyhlášeny 31. března 2020 v pražské hale O₂ universum. Ceremoniál byl ale kvůli koronavirové pandemii odložen. Přímý přenos  vysílala Česká televize 20. června 2020 a šlo o historicky první vyhlašování Andělů bez slavnostního ceremoniálu. Šlo o plnohodnotný pořad, ve kterém zazněla téměř všechna původně oznámená hudební čísla, včetně řady nezvyklých spoluprací, a byly v rámci něj předány všechny sošky svým novým majitelům. Hudebníci navíc vystoupili na netradičních místech, která v roce 2020, podobně jako celou hudební branži, zasáhla vládní opatření.

## Vyhlášení cen Anděl 2019

### Absolutní vítěz
Výjimečný úspěch zaznamenal a absolutním vítězem celé této soutěže se stal zpěvák a kytarista Vladimír Mišík, který získal ocenění v šesti kategoriích, s albem Jednou tě potkám.

### Síň slávy
Před třemi lety byla, díky změně stanov, zavedena nová kategorie, nazvaná Síň slávy. Tato kategorie je určena pro osobnost, která se celoživotně zasloužila o rozvoj hudby. Za rok 2019 ji obdržel Jiří Černý - nestor moderní české hudební žurnalistiky.

### Nová kategorie
Letos poprvé byla vyhodnocena nová kategorie, nazvaná Slovenské album roku.

## Nominace

### Album roku
- Vladimír Mišík – Jednou tě potkám
- Chinaski – 11
- Mirai – Arigató

### Skupina roku
- Mirai – Arigató
- Vypsaná fiXa – Kvalita
- Zvíře jménem Podzim – Září

### Sólový interpret roku
- Vladimír Mišík – Jednou tě potkám
- D.Y.K. – D.Y.K.
- Pokáč – Úplně levej

### Sólová interpretka roku
- Beata Hlavenková – Sně
- Berenika Kohoutová – Holka roku
- Bára Zmeková – Lunaves

### Skladba roku
- Vladimír Mišík – Jednou
- Karel Gott a Charlotte Ella Gottová – Srdce nehasnou
- Berenika Kohoutová – Dělám stojky

### Videoklip roku
- Vladimír Mišík – Jednou (režie Maja Hamplová a Matěj Chlupáček)
- 7krát3 – Promiň (režie Benjamin Buttler)
- Vypsaná fiXa – Krabička (režie Jordan Haj a Givinar Kříž)

### Objev roku
- Zvíře jménem Podzim – Září
- Bert & Friends – Supr
- Bára Zmeková – Lunaves

### Síň slávy
- Jiří Černý

### Slovenské album
- Nocadeň – Auróra
- Marián Čekovský – Best On
- Sima Martausová – Len tak sa stíšim

### Alternativa a elektronika
- Zvíře jménem Podzim – Září
- B4 – Plastová okna
- Margo – First I Thought Everyone's Staring at Me but Then I Realized Nobody Cared - All the Creatures I Met Sitting on the Back Seat and How to Deal with What I've Learnt

### Folk
- Vladimír Mišík – Jednou tě potkám
- Epydemye – Milé děti
- Beata Hlavenková – Sně

### Jazz
- Vertigo – Daleko
- Nikol Bóková – Inner Place
- Vilém Spilka Quartet – Čekání na Toma

### Klasika
- Ivo Kahánek, Bamberští symfonikové, Jakub Hrůša – Dvořák & Martinů: Piano Concertos
- Bennewitz Quartet – Ullmann – Krása – Schulhoff – Haas
- Pavel Haas Quartet – Shostakovich: String Quartets Nos. 2, 7, 8

### Rap
- Hugo Toxxx – 1000
- Viktor Sheen – Černobílej svět
- Yzomandias – Dobrá duše, srdce ze zlata

### Rock
- Vladimír Mišík – Jednou tě potkám
- John Wolfhooker – 313
- The Truth Is Out There – All Little Revolutions